# Llista d'asteroides/206501-206600
| Nom      | Designació provisional | Data de descobriment   | Lloc de descobriment | Descobridor/s |
| -------- | ---------------------- | ---------------------- | -------------------- | ------------- |
| 206501 - | 2003 UD109             | 19 d'octubre de 2003   | Kitt Peak            | Spacewatch    |
| 206502 - | 2003 UK113             | 20 d'octubre de 2003   | Socorro              | LINEAR        |
| 206503 - | 2003 UB115             | 20 d'octubre de 2003   | Kitt Peak            | Spacewatch    |
| 206504 - | 2003 UN116             | 21 d'octubre de 2003   | Socorro              | LINEAR        |
| 206505 - | 2003 UR116             | 21 d'octubre de 2003   | Socorro              | LINEAR        |
| 206506 - | 2003 UJ118             | 17 d'octubre de 2003   | Kitt Peak            | Spacewatch    |
| 206507 - | 2003 UV119             | 18 d'octubre de 2003   | Socorro              | LINEAR        |
| 206508 - | 2003 UP122             | 19 d'octubre de 2003   | Socorro              | LINEAR        |
| 206509 - | 2003 UX124             | 20 d'octubre de 2003   | Socorro              | LINEAR        |
| 206510 - | 2003 UU126             | 20 d'octubre de 2003   | Palomar              | NEAT          |
| 206511 - | 2003 UW126             | 20 d'octubre de 2003   | Kitt Peak            | Spacewatch    |
| 206512 - | 2003 UL127             | 21 d'octubre de 2003   | Kitt Peak            | Spacewatch    |
| 206513 - | 2003 UT129             | 18 d'octubre de 2003   | Palomar              | NEAT          |
| 206514 - | 2003 UK132             | 19 d'octubre de 2003   | Palomar              | NEAT          |
| 206515 - | 2003 UB133             | 19 d'octubre de 2003   | Palomar              | NEAT          |
| 206516 - | 2003 UW133             | 20 d'octubre de 2003   | Palomar              | NEAT          |
| 206517 - | 2003 UX134             | 20 d'octubre de 2003   | Palomar              | NEAT          |
| 206518 - | 2003 UD138             | 21 d'octubre de 2003   | Socorro              | LINEAR        |
| 206519 - | 2003 UF138             | 21 d'octubre de 2003   | Socorro              | LINEAR        |
| 206520 - | 2003 UM141             | 18 d'octubre de 2003   | Anderson Mesa        | LONEOS        |
| 206521 - | 2003 UH143             | 18 d'octubre de 2003   | Anderson Mesa        | LONEOS        |
| 206522 - | 2003 UL145             | 18 d'octubre de 2003   | Anderson Mesa        | LONEOS        |
| 206523 - | 2003 UT145             | 18 d'octubre de 2003   | Anderson Mesa        | LONEOS        |
| 206524 - | 2003 UQ156             | 20 d'octubre de 2003   | Socorro              | LINEAR        |
| 206525 - | 2003 UN159             | 20 d'octubre de 2003   | Kitt Peak            | Spacewatch    |
| 206526 - | 2003 UR159             | 20 d'octubre de 2003   | Kitt Peak            | Spacewatch    |
| 206527 - | 2003 UD162             | 21 d'octubre de 2003   | Socorro              | LINEAR        |
| 206528 - | 2003 US162             | 21 d'octubre de 2003   | Socorro              | LINEAR        |
| 206529 - | 2003 UM168             | 22 d'octubre de 2003   | Socorro              | LINEAR        |
| 206530 - | 2003 UQ168             | 22 d'octubre de 2003   | Socorro              | LINEAR        |
| 206531 - | 2003 UP173             | 20 d'octubre de 2003   | Kitt Peak            | Spacewatch    |
| 206532 - | 2003 UJ174             | 21 d'octubre de 2003   | Kitt Peak            | Spacewatch    |
| 206533 - | 2003 UN174             | 21 d'octubre de 2003   | Palomar              | NEAT          |
| 206534 - | 2003 UL176             | 21 d'octubre de 2003   | Anderson Mesa        | LONEOS        |
| 206535 - | 2003 UJ184             | 21 d'octubre de 2003   | Palomar              | NEAT          |
| 206536 - | 2003 UK187             | 22 d'octubre de 2003   | Socorro              | LINEAR        |
| 206537 - | 2003 UY187             | 22 d'octubre de 2003   | Socorro              | LINEAR        |
| 206538 - | 2003 UJ194             | 20 d'octubre de 2003   | Socorro              | LINEAR        |
| 206539 - | 2003 UM195             | 20 d'octubre de 2003   | Kitt Peak            | Spacewatch    |
| 206540 - | 2003 UH196             | 21 d'octubre de 2003   | Kitt Peak            | Spacewatch    |
| 206541 - | 2003 UV196             | 21 d'octubre de 2003   | Kitt Peak            | Spacewatch    |
| 206542 - | 2003 UB198             | 21 d'octubre de 2003   | Anderson Mesa        | LONEOS        |
| 206543 - | 2003 UN198             | 21 d'octubre de 2003   | Kitt Peak            | Spacewatch    |
| 206544 - | 2003 UE199             | 21 d'octubre de 2003   | Socorro              | LINEAR        |
| 206545 - | 2003 UH204             | 21 d'octubre de 2003   | Kitt Peak            | Spacewatch    |
| 206546 - | 2003 UT206             | 22 d'octubre de 2003   | Socorro              | LINEAR        |
| 206547 - | 2003 UO217             | 21 d'octubre de 2003   | Socorro              | LINEAR        |
| 206548 - | 2003 UY217             | 21 d'octubre de 2003   | Socorro              | LINEAR        |
| 206549 - | 2003 UW219             | 21 d'octubre de 2003   | Palomar              | NEAT          |
| 206550 - | 2003 UH223             | 22 d'octubre de 2003   | Socorro              | LINEAR        |
| 206551 - | 2003 UW234             | 24 d'octubre de 2003   | Socorro              | LINEAR        |
| 206552 - | 2003 UW235             | 22 d'octubre de 2003   | Kitt Peak            | Spacewatch    |
| 206553 - | 2003 UO237             | 23 d'octubre de 2003   | Kitt Peak            | Spacewatch    |
| 206554 - | 2003 UG241             | 24 d'octubre de 2003   | Socorro              | LINEAR        |
| 206555 - | 2003 UP250             | 25 d'octubre de 2003   | Socorro              | LINEAR        |
| 206556 - | 2003 US250             | 25 d'octubre de 2003   | Socorro              | LINEAR        |
| 206557 - | 2003 UV250             | 25 d'octubre de 2003   | Socorro              | LINEAR        |
| 206558 - | 2003 UB254             | 24 d'octubre de 2003   | Kitt Peak            | Spacewatch    |
| 206559 - | 2003 UL256             | 25 d'octubre de 2003   | Socorro              | LINEAR        |
| 206560 - | 2003 UG258             | 25 d'octubre de 2003   | Kitt Peak            | Spacewatch    |
| 206561 - | 2003 UQ258             | 25 d'octubre de 2003   | Kitt Peak            | Spacewatch    |
| 206562 - | 2003 UU261             | 26 d'octubre de 2003   | Kitt Peak            | Spacewatch    |
| 206563 - | 2003 UO265             | 27 d'octubre de 2003   | Kitt Peak            | Spacewatch    |
| 206564 - | 2003 UL268             | 28 d'octubre de 2003   | Socorro              | LINEAR        |
| 206565 - | 2003 UJ270             | 16 d'octubre de 2003   | Anderson Mesa        | LONEOS        |
| 206566 - | 2003 UT274             | 30 d'octubre de 2003   | Socorro              | LINEAR        |
| 206567 - | 2003 UA275             | 29 d'octubre de 2003   | Kitt Peak            | Spacewatch    |
| 206568 - | 2003 UX279             | 27 d'octubre de 2003   | Socorro              | LINEAR        |
| 206569 - | 2003 UX280             | 28 d'octubre de 2003   | Socorro              | LINEAR        |
| 206570 - | 2003 UR298             | 16 d'octubre de 2003   | Kitt Peak            | Spacewatch    |
| 206571 - | 2003 UT307             | 18 d'octubre de 2003   | Anderson Mesa        | LONEOS        |
| 206572 - | 2003 UK309             | 19 d'octubre de 2003   | Kitt Peak            | Spacewatch    |
| 206573 - | 2003 UU314             | 17 d'octubre de 2003   | Kitt Peak            | Spacewatch    |
| 206574 - | 2003 VC                | 3 de novembre de 2003  | Piszkéstető          | K. Sárneczky  |
| 206575 - | 2003 VT5               | 15 de novembre de 2003 | Kitt Peak            | Spacewatch    |
| 206576 - | 2003 VE8               | 14 de novembre de 2003 | Palomar              | NEAT          |
| 206577 - | 2003 VW10              | 15 de novembre de 2003 | Kitt Peak            | Spacewatch    |
| 206578 - | 2003 WQ                | 16 de novembre de 2003 | Catalina             | CSS           |
| 206579 - | 2003 WX2               | 16 de novembre de 2003 | Desert Moon          | B. L. Stevens |
| 206580 - | 2003 WU3               | 16 de novembre de 2003 | Catalina             | CSS           |
| 206581 - | 2003 WT7               | 18 de novembre de 2003 | Kitt Peak            | Spacewatch    |
| 206582 - | 2003 WV7               | 19 de novembre de 2003 | Socorro              | LINEAR        |
| 206583 - | 2003 WA10              | 18 de novembre de 2003 | Kitt Peak            | Spacewatch    |
| 206584 - | 2003 WJ13              | 16 de novembre de 2003 | Kitt Peak            | Spacewatch    |
| 206585 - | 2003 WM13              | 16 de novembre de 2003 | Kitt Peak            | Spacewatch    |
| 206586 - | 2003 WO17              | 18 de novembre de 2003 | Palomar              | NEAT          |
| 206587 - | 2003 WJ20              | 19 de novembre de 2003 | Socorro              | LINEAR        |
| 206588 - | 2003 WP22              | 20 de novembre de 2003 | Socorro              | LINEAR        |
| 206589 - | 2003 WU27              | 16 de novembre de 2003 | Kitt Peak            | Spacewatch    |
| 206590 - | 2003 WU28              | 18 de novembre de 2003 | Kitt Peak            | Spacewatch    |
| 206591 - | 2003 WV31              | 18 de novembre de 2003 | Palomar              | NEAT          |
| 206592 - | 2003 WW31              | 18 de novembre de 2003 | Palomar              | NEAT          |
| 206593 - | 2003 WN34              | 19 de novembre de 2003 | Kitt Peak            | Spacewatch    |
| 206594 - | 2003 WY37              | 19 de novembre de 2003 | Socorro              | LINEAR        |
| 206595 - | 2003 WN39              | 19 de novembre de 2003 | Kitt Peak            | Spacewatch    |
| 206596 - | 2003 WA41              | 19 de novembre de 2003 | Kitt Peak            | Spacewatch    |
| 206597 - | 2003 WC44              | 19 de novembre de 2003 | Palomar              | NEAT          |
| 206598 - | 2003 WX44              | 19 de novembre de 2003 | Palomar              | NEAT          |
| 206599 - | 2003 WE49              | 19 de novembre de 2003 | Kitt Peak            | Spacewatch    |
| 206600 - | 2003 WE53              | 20 de novembre de 2003 | Kitt Peak            | Spacewatch    |